# L'Appel de la vie
Pour plus de détails, voir Fiche technique et Distribution.
L'Appel de la vie est un film français réalisé par Georges Neveux et sorti en 1937. C'est son seul film en tant que réalisateur.

## Synopsis
Un amour entre un professeur et son assistante est contrarié, à cause de leur trop grande différence d'âge.

## Fiche technique
- Réalisation : Georges Neveux
- Scénario : Georges Neveux, Rolf E. Vanloo
- Producteurs : Peter Paul Brauer, Raoul Ploquin, W. Schmidt
- Société de production :  L'Alliance Cinématographique Européenne, Universum-Film Aktiengesellschaft
- Société de distribution : L'Alliance Cinématographique Européenne
- Format : noir et blanc
- Lieu de tournage : Berlin
- Pays de production  : France
- Genre : Film dramatique
- Durée : 1h30
- Date de sortie : 
  - France : 21 mai 1937

## Distribution
- Victor Francen : Le professeur Rougeon
- Renée Devillers : Jacqueline Bouvier
- Daniel Lecourtois : Le docteur Lenoir
- Jane Loury : Tante Irma
- René Bergeron : Grenier
- Auguste Boverio : Le docteur Pascal
- Mady Berry : La mère d'une malade
- Robert Arnoux : Marmousot
- William Aguet : Marec
- Raymond Aimos : Le préparateur
- Bill-Bocketts : Michelot
- Georges Colin : Castanier
- Lucien Dayle : Bernard
- Charlotte Dressan : La bonne
- Ginette Leclerc : Marcelle
- Frédéric Mariotti : Le patron du café
- Gaston Mauger : Un médecin
- Germaine Michel : Madame Boulicot
- Régine Poncet : Yvonne Coural
- Suzy Prim : Madame Voisin
- Robert Vattier : Pièche
- Georges Tourreil
- Jacqueline Vasset : Mademoiselle Pluchard